# Crenavolva vitrea
Crenavolva vitrea là một loài ốc biển, là động vật thân mềm chân bụng sống ở biển thuộc họ Ovulidae.